# Alain Cervantes
Alain Cervantes (Cuba, 17 november 1983) is een Cubaans voetballer, die als aanvaller speelt.
Cervantes speelt sinds 2002 voor de Cubaanse club Ciego de Avila FC en sinds 2003 voor de nationale ploeg.